# Win or Lose (serie de televisión)
Win or Lose (Titulada Ganes o Pierdas en Hispanoamérica y En la victoria o en la derrota en España) es una serie de televisión animada estadounidense producida por Pixar Animation Studios para el servicio de streaming Disney+ (2024-Present) Es la primera serie animada original del estudio. Fue creada, escrita y dirigida por Carrie Hobson y Michael Yates, quienes también se desempeñaron como productores ejecutivos junto a David Lally, Pete Docter, Andrew Stanton y Lindsey Collins. La serie gira en torno a un equipo de softbol mixto de una escuela secundaria llamada Pickles en la semana previa a su gran campeonato, y cada episodio muestra la perspectiva de cada miembro en los mismos eventos, cada uno reflejado en un estilo visual único.
Win or Lose se estrenó en Disney+ el 19 de febrero de 2025 y cuenta con ocho episodios.

## Reparto
- Rosie Foss como Laurie, la jardinera derecha de los Pickles, hija del entrenador Dan y mejor amiga de Rochelle. Su ansiedad se manifiesta a través de un "amigo" imaginario llamado Sweaty que constantemente la menosprecia.[2]
- Josh Thomson como Frank Brown, árbitro de los partidos de sóftbol y profesor de la escuela a la que asisten varios jugadores de los Pickles. Su mecanismo de defensa consiste en una armadura azul inspirada en su amor por las novelas de fantasía.
- Milan Ray como Rochelle Kiana Rodriguez, la receptora de los Pickles y mejor amiga de Laurie, quien también atiende el puesto de comida del campo de sóftbol. Su mecanismo de defensa consiste en imaginarse a sí misma como una empresaria adulta, nacida de la necesidad de ganar dinero para mantener a su familia en dificultades.
- Rosa Salazar como Vanessa Rodriguez, madre soltera de Rochelle que tiene varios trabajos, incluyendo el de influencer. Su mecanismo de defensa consiste en una colección de corazones antropomórficos que representan sus "me gusta" y seguidores en redes sociales.
- Dorien Watson como Ira, el hermano menor de Taylor. Su mecanismo de defensa consiste en imaginar diferentes escenarios fantásticos a través de un tubo de cartón para compensar su falta de amigos.
- Izaac Wang como Yuwen Wang, el lanzador de los Pickles, el mejor amigo de Kai y el eventual novio de Taylor. Sus inseguridades se manifiestan en un diorama de papel en miniatura de sí mismo, apodado "Pequeño Yuwen", que vive en su corazón, a la vez que proyecta una personalidad arrogante y egocéntrica.
- Chanel Stewart como Kai, la talentosa jardinera central de los Pickles y la mejor amiga de Yuwen. Su mecanismo de defensa se manifiesta en su capacidad de flotar por encima del suelo con pura alegría, mientras que sus ansiedades la hunden en el suelo, a veces completamente bajo la superficie.
- Will Forte como el entrenador Dan, entrenador de los Pickles y padre de Laurie. Sus ansiedades se manifiestan inflando y desinflando diferentes partes de su cuerpo, mientras que su mecanismo de defensa toma la forma de una cúpula de cristal que rodea el campo de sóftbol.

## Episodios
| Temporadas | Temporadas | Episodios | Fecha de estreno      | Fecha de estreno    |
| Temporadas | Temporadas | Episodios | Inicio                | Final               |
| ---------- | ---------- | --------- | --------------------- | ------------------- |
|            | 1          | 8         | 19 de febrero de 2025 | 12 de marzo de 2025 |

| N.º | Título                                  | Dirigido y escrito por                         | Fecha de estreno      |
| --- | --------------------------------------- | ---------------------------------------------- | --------------------- |
| 1 | Coach's Kid La Hija del Entrenador (ES) | Carrie Hobson y Michael Yates                  | 19 de febrero de 2025 |
| Laurie, la jardinera derecha de los Pickles, sufre de ansiedad mientras intenta impresionar a su padre, el entrenador Dan, en medio de su inminente divorcio. Sin embargo, es pésima jugando al sóftbol y no ha podido llegar a base ni atrapar pelotas en toda la temporada. Sus inseguridades se manifiestan en una criatura imaginaria parecida al sudor llamada Sweaty, que la distrae constantemente. Laurie pasa la semana entrenando para el campeonato, pero sus dudas aumentan, especialmente después de lesionar accidentalmente a Kai, la jardinera central y mejor jugadora de los Pickles, durante una práctica de bateo frente a su padre, lo que hace que Sweaty crezca descomunalmente, lo que agobia a Laurie. Durante el partido, su padre la ve incómoda y pide un tiempo fuera. Tienen una conversación que le hace darse cuenta de que, aunque sea mala jugando al sóftbol, aún puede aportar, lo que la lleva a deshacerse finalmente de Sweaty. Sin embargo, mientras acepta su nueva confianza, Laurie es golpeada por la pelota. |                                         |                                                |                       |
| |                                         |                                                |                       |
| 2 | Blue Árbitro (ES)                       | Carrie Hobson y Michael Yates                  | 19 de febrero de 2025 |
| Frank Brown, árbitro de la liga de sóftbol y profesor de la escuela, se enorgullece de su precisión y capacidad para aceptar las críticas (representadas por su traje azul imaginario), pero ha estado enfrentando problemas con las habilidades sociales desde que rompió con su novia y compañera de trabajo, Monica Park, por no poder comprometerse con el matrimonio. Ante la insistencia de Francis, el conserje de la escuela, comienza a usar a regañadientes una aplicación de citas, representada visualmente como un videojuego de rol. Encuentra una conexión con otra mujer, pero un encuentro con Monica y una conferencia de padres y profesores interrogativa con Vanessa sobre Rochelle haciendo trampa en un examen lo convencen indirectamente de reconciliarse con Monica. Sin embargo, Frank encuentra a Monica comprometida con otra persona, lo que le causa dolor y le distrae durante el partido del campeonato. |                                         |                                                |                       |
| |                                         |                                                |                       |
| 3 | Raspherry Pedorreta (ES)                | Carrie Hobson y Michael Yates                  | 26 de febrero de 2025 |
| Rochelle, la receptora de los Pickles, proviene de una familia con dificultades económicas, a la que no ayuda su madre, Vanessa, influencer de redes sociales. Además de ser una estudiante sobresaliente, Rochelle trabaja a tiempo parcial en el puesto de comida para ganar lo suficiente para pagar la cuota de regreso al sóftbol el año que viene; trabajando así, se transforma en una imaginaria mujer de negocios mayor. Cuando descubre que la cuota ha subido 600 dólares y debe pagarse el sábado siguiente, Rochelle se lo oculta a Vanessa y recurre a sobornos de sus compañeros para que los ayuden a copiar en sus tareas. Esto la lleva, sin querer, a meterse en problemas con Frank, junto con Kai, al intentar ayudar a uno de ellos, Tom, a copiar en un examen. Rochelle evade la culpa cuando Vanessa habla de sus acciones al confrontarla. Con 200 dólares menos, intenta vender los nuevos zapatos que Vanessa le compró por internet, pero debe viajar a las afueras de la ciudad para entregarlos el día del campeonato. Más tarde se da cuenta de que no tiene su teléfono y se encuentra en una fiesta de instituto donde conoce a los compradores, un trío de adolescentes compuesto por la mascota del equipo, "Chicken-Kev", Rinna, y el líder Brian, también conocido como las Criaturas de las Gradas. Confiesan que en realidad quieren las llaves del puesto de comida para robar y que le darán el dinero más tarde. Rochelle escapa con Chicken-Kev persiguiéndola en un coche. Finalmente pierde las llaves de Chicken-Kev. Perdida, Rochelle corre a un teléfono público y llama a su madre. |                                         |                                                |                       |
| |                                         |                                                |                       |
| 4 | Pickle (ES)                             | Carrie Hobson y Michael Yates                  | 26 de febrero de 2025 |
| Vanessa, la madre de Rochelle y el bebé Zane, está teniendo dificultades como madre soltera debido a que Zane lo expulsó de la guardería por sus mordeduras y a que su jefe la despide cuando sale del trabajo para ir a ver cómo está. Encuentra consuelo en sus seguidores de redes sociales, representados por un grupo imaginario de corazones, y en Rochelle. Sin contarle a Rochelle su situación, Vanessa consigue otros trabajos en una empresa de viajes compartidos y en un gimnasio para mujeres, y le enseña a Zane a jugar con más suavidad. Sin embargo, Frank llama a Vanessa para informarle que Rochelle ayudó a Kai a hacer trampa en un examen, y después de la reunión de padres y maestros, Vanessa se siente insegura con respecto a la integridad de Rochelle y termina robando accidentalmente su teléfono para ver a quién ha estado ayudando a hacer trampa. Tras encontrar el perfil de Tom, lo confronta en persona antes del partido del campeonato (que también se celebra el día de su 30.º cumpleaños) y descubre que Rochelle ha estado usando cuentas alternativas secretas para anunciar su negocio de ayudar a otros estudiantes a hacer trampas a cambio de dinero. Finalmente, descubre que va a vender los zapatos nuevos que le compró. Suplicando a sus seguidores que la ayuden a encontrar a su hija, logran unirse para identificar a uno de los compradores, Brian, y localizan a Rochelle en la fiesta. Vanessa irrumpe en la fiesta para rescatarla, pero tras desahogarse con unas adolescentes sobre sus dificultades como madre, descubre que Rochelle se ha ido. Recibe una llamada de Rochelle y va a buscarla, diciéndole que necesitan hablar sobre lo que ha estado sucediendo. |                                         |                                                |                       |
| |                                         |                                                |                       |
| 5 | Steal Robar (ES)                        | Carrie Hobson y Michael Yates                  | 5 de marzo de 2025    |
| Ira, el hermano menor de Taylor, se aburre en el partido de sóftbol de su hermana, así que usa su imaginación para animarlo mirando a través de un telescopio de tubo de cartón. Cuando Taylor empieza a salir con Yuwen, Ira conoce a las Criaturas de las Gradas, que frecuentan el campo. Lo convencen de robar un puesto de comida, pero él usa su imaginación para hacerlos pasar por héroes. La noche del campeonato, Ira y las Criaturas de las Gradas van a la fiesta de adolescentes, pero Ira empieza a sentirse culpable por lo que hizo. Después de que Rochelle escapa de su intento de conseguir las llaves del puesto, Brian rompe el telescopio de tubo de cartón de Ira en un ataque de ira, lo que lo molesta y lo envía a casa. Antes del partido del campeonato, Ira intenta contarle a Taylor lo sucedido, pero no le muestra compasión, ya que se ha peleado con Yuwen. Ira intenta arreglar las cosas llevando algunos de los peces suecos robados al puesto de comida, pero Brian se disculpa y se ofrece a reanudar su amistad. |                                         |                                                |                       |
| |                                         |                                                |                       |
| 6 | Mixed Signals Señales Confusas (ES)     | Carrie Hobson y Michael Yates                  | 5 de marzo de 2025    |
| Yuwen es el lanzador demasiado confiado de los Pickles, pero su corazón, representado por un personaje imaginario de papel en un diorama llamado "Pequeño Yuwen", revela sus inseguridades. Tras mostrarle a Laurie el humillante video remix que creó, se pone a la defensiva y afirma que le gusta Taylor, quien le corresponde. Con el tiempo, Taylor y Yuwen se vuelven inseparables, y Yuwen le enseña a Taylor a ser receptor. Yuwen se sincera con Taylor y le muestra a su "Pequeño Yuwen", quien a su vez le muestra a su propio "Pequeña Taylor" insegura. Sin embargo, Yuwen nota que Taylor actúa de forma similar con Tom y se pone celoso. La noche del campeonato, su pelea afecta el juego y, con la ausencia de Rochelle, Taylor ocupa el puesto de receptor. Como venganza, Yuwen ignora las señales de Taylor y la golpea con la pelota. Harta de su actitud, Taylor rompe con Yuwen y abandona el juego, dejando a Yuwen destrozada y paralizada en el campo mientras el equipo visitante cruza las bases. |                                         |                                                |                       |
| |                                         |                                                |                       |
| 7 | I Got it Es Mía (ES)                    | Carrie Hobson y Michael Yates                  | 12 de marzo de 2025   |
| Un año antes del partido por el campeonato, Kai y su padre, James, se mudan a Peak's Valley para vivir con su abuela. Kai ve que un equipo de sóftbol está practicando en el campo y decide unirse. Esto molesta a James, quien solía jugar béisbol universitario y esperaba que Kai también lo hiciera, pero respeta su decisión. Un año después, Kai se convierte en la jugadora estrella de los Pickles, pero los estándares de su padre para ella la hacen dudar de sí misma; su estado de ánimo se representa flotando en el aire y hundiéndose en el suelo respectivamente. Para recuperarse después de que la atraparan haciendo trampa, Kai ayuda a Laurie a entrenar, pero se tuerce el tobillo después de ser golpeada por la pelota que Laurie golpeó, pero lo mantiene oculto. Después de que Taylor abandona el partido por el campeonato, Kai hace que Tom atrape la pelota en home moviéndose a la entrada final. Después de que Laurie consigue una base por bolas, Kai, cojeando, batea la pelota hacia los jardines. |                                         |                                                |                       |
| |                                         |                                                |                       |
| 8 | Home (ES)                               | Carrie Hobson, Michael Yates y Lou Hamou-Lhadj | 12 de marzo de 2025   |
| El entrenador Dan se enorgullece de su equipo y de ser un modelo a seguir para Laurie, imaginando el campo de sóftbol como una cúpula de cristal para el equipo; sin embargo, sus ansiedades se reflejan en él inflando y desinflando partes de su cuerpo. Después del juego ganador, el entrenador Dan es confrontado por la PTA, quienes le dicen que tienen la intención de reemplazarlo con James como entrenador. Dan intenta controlar su ira, pero lucha con los persistentes intentos de James de interferir y su divorcio creando una ruptura entre él y Laurie. En el juego del campeonato, el hit de Kai divide el campo exterior. Laurie anota y empata el juego, pero Kai se pasa debido a que James la empuja y su lesión la arrastra hacia el suelo, y cuando se desliza hacia home, Frank la llama out. La discusión resultante sobre la decisión entre Frank, James y Dan resulta en que Frank se enfade y expulse a Dan después de que Ira accidentalmente a este último contra el primero. Indignado, Dan empieza a tener una rabieta, representada por su propio impulso, que se refleja en cómo se infla como un dirigible, haciendo que la cúpula se rompa, y la Asociación de Padres y Maestros (PTA) inicia un motín contra Frank, mientras las imaginaciones de todos empiezan a chocar. Mientras tanto, Ira se da cuenta de que las Criaturas de las Gradas pretenden robar la caja del puesto de comida; se la quita y corre, y Taylor, quien abandonó el juego al oír la llamada de auxilio de Ira, lo rescata. Rochelle y Vanessa regresan al juego; la primera intenta ayudar a Laurie a calmar a Dan y la segunda acude en ayuda de Frank. James encuentra a Kai, quien se hundió bajo el campo, y le dice que es más que suficiente y se disculpa por no haberlo dicho antes, mientras que "el pequeño Yuwen" revive y revitaliza a Yuwen. Los Pickles intentan que Dan vuelva a la Tierra, y Laurie finalmente lo calma recordándole que solo es un juego. Al volver la realidad, Dan se disculpa por su arrebato y acepta no jugar el resto del partido. Vanessa coquetea con Frank después de que este salva a Zane de atragantarse. Taylor hace las paces con Ira y con Yuwen, y acuerdan seguir siendo amigos. El resultado del partido no se revela, ya que los Pickles comen felices en una pizzería. Al marcharse, Laurie le dice a su padre que está pensando en dejar el sóftbol. |                                         |                                                |                       |
| |                                         |                                                |                       |

## Producción

### Desarrollo
En diciembre de 2020, durante la reunión del Día del Inversor de Disney, Pixar anunció una serie original titulada Win or Lose para Disney+, el servicio de streaming de su empresa matriz, Disney. Carrie Hobson y Michael Yates fueron anunciados como creadores, guionistas y directores a partir de una idea que concibieron, mientras que David Lally fue anunciado como productor del proyecto. El director creativo de Pixar, Pete Docter, declaró: «No se trata tanto de softball como de una comedia sobre el amor, la rivalidad y los desafíos que todos enfrentamos en nuestra lucha por triunfar en la vida». La serie constaría de episodios de aproximadamente 20 minutos de duración cada uno. Mientras trabajaban en Toy Story 4 (2019), Hobson y Yates se dieron cuenta de que tenían diferentes interpretaciones sobre el desarrollo de sus reuniones creativas, por lo que utilizaron estas diferentes interpretaciones para desarrollar la idea de una serie animada que girara en torno a un evento, pero con cada personaje teniendo sus propios conflictos en torno a dicho evento. Hobson explicó que Win or Lose tiene todo el humor y la esencia de una película de Pixar, pero con una narrativa diferente. También afirmó: «Es menos un Rashomon y más... Crees conocer a un personaje, y luego desvelas y descubres que tiene su propia historia». Hobson y Yates también fueron productores ejecutivos de la serie junto a Lally, Docter, Andrew Stanton y Lindsey Collins.
Win or Lose es la primera serie de Pixar que no se basa en una propiedad ya existente, ya que la mayoría de sus proyectos televisivos se basan en una propiedad ya existente y suelen ser de formato corto. Pixar comenzó a considerar desarrollar una serie de televisión tras la creación de Disney+. Yates y Hobson comentaron que una de las razones por las que se eligió el formato de programa de televisión para la serie fue la idea de experimentar con el formato y una narrativa más extensa, especialmente en cuanto a las perspectivas de los personajes, así como la pasión por la televisión. Otra razón fue que la televisión le permitiría a Pixar hacer cosas que un formato de largometraje no permitiría. Hobson y Yates señalaron que ambos tuvieron que aprender a trabajar en un formato episódico. En julio de 2023, Lally confirmó en Twitter que se completó la posproducción de la serie.

### Música
El 16 de junio de 2023, se confirma que Ramin Djawadi compondría la serie. Comenzó a grabar la partitura el 14 de agosto de 2023. Las canciones originales de la serie fueron escritas y producidas por el dúo Campfire (Shane Eli y Jonny Pakfar) basadas en temas de Djawadi. El dúo también proporcionó música adicional para la banda sonora de la serie.